# الأخدود (فلم)
الأخدود (بالإنجليزية: The Gorge) هو فيلم رعب خيال علمي رومانسي أمريكي، من إخراج سكوت ديركسون وكتابة زاك دين. وبطولة مايلز تيلر وأنيا تايلور جوي وسيغورني ويفر. عرض لأول مرة على أبل تي في + في 14 فبراير 2025. يُجسّد تيلر وتايلور-جوي دور قناصين من النخبة يُكلَّفان بحراسة خندق عميق دون معرفة ما بداخله.

## القصة
يُكلف قناصين من النخبة، أمريكي يدعى ليفاي كين وليتوانية تدعى دارسا تعمل لصالح روسيا، بمهمة غامضة من قبل بلديهما، وهي حراسة جانبي أخدود عميق دون معرفة ما يكمن تحتهما. يتمركز ليفاي في البرج الغربي، ويحرس الجانب الغربي، بينما تتولى دارسا مسؤولية البرج الشرقي، ويطل على الوادي من الجانب الشرقي.
ليفاي هو مقاول خاص غير مؤهل ليكون جنديًا في البحرية، بينما تعمل دارسا في عالم شبه رسمي للعمليات العسكرية السرية. كل ما يعرفانه هو أنهما مكلفان بحراسة الجانبين المتقابلين لهذا الموقع شديد السرية لمدة عام، كجزء من التناوب السنوي، وإطلاق النار على أي شيء يخرج من الأخدود. يُخبر القناص الذي يحل محله ليفاي أن الأخدود يمكن أن يكون بوابة إلى الجحيم ويسكنه "الرجال المجوفون". ويقول إنه في الأربعينيات من القرن الماضي، تم إرسال ثلاث كتائب مكونة من 2400 رجل ولكن لم يعد أي منهم أبدًا. ثم يُقتل القناص المغادر في طريقه للخروج على يد رجل في مروحية مسؤول عن استخراجه. يُحظر على القناصين الاتصال ببعضهما البعض. ورغم ذلك، تحدث علاقة عاطفية بينما. وتخرج مخلوقات غريبة من الأخدود.
بعد ستة أشهر من العزلة، ينطلق ليفاي عبر حبل إلى الجانب الآخر من الأخدود لقضاء بعض الوقت مع دارسا. في اليوم التالي، يحاول ليفاي العودة إلى جانبه من الأخدود، ولكن في طريق عودته، تنفجر الألغام على الجانب الغربي من الأخدود بينما يتسلقها "الرجال المجوفون"، مما يتسبب في سقوطه عندما ينكسر كابل الحبل. تقفز دارسا بالمظلة لإنقاذه، ويكتشف الاثنان أن الأخدود كان مختبرًا سابقًا لأبحاث الأسلحة البيولوجية وقاعدة تم التخلي عنها بعد الحرب العالمية الثانية عندما تسبب زلزال في تسرب ملوث، مما أدى إلى تحول السكان إلى "الرجال المجوفين"، وهم بشر مختلطون بالحيوانات والنباتات والحشرات. تهاجمهم المخلوقات المتحولة عدة مرات، لكنهما يتمكنان من النجاة.
يتمكن الاثنان من العثور على سيارة جيب قديمة وكابل سحب ويستخدمانها للخروج من الأخدود، مع إصابة ليفاي في ساقه. يكتشف ليفاي أن الوادي هو موقع بحث لشركة تدعى داركليك، والتي تريد استخدام "الرجال المجوفون" كجنود محسنين وراثيًا، وهم على استعداد للقضاء على أي شخص يكتشف هذا السر. تكتشف شركة داركليك أن كلا الحارسين من الأخدود قد تواصلا معاً وترسل طائرة هليكوبتر مع رجال مسلحين للقضاء عليهما. عندما يصل فريق داركليك على متن طائرة هليكوبتر ولا يجد ليفاي في البرج، يقومون بتنشيط طائرات بدون طيار مسلحة لقتل ليفاي ودارسا. يتمكن الثنائي من الفرار، وتدمير الطائرات بدون طيار التي تطاردهم ثم آلية التمويه عبر الأقمار الصناعية التي تخفي الأخدود. تعمل هذه الإجراءات على تنشيط بروتوكول "الكلب الضال"، وهو سلاح نووي تم وضعه في الأصل لتدمير الأخدود في حالة تعرضه للخطر. يقتل الانفجار النووي كل شيء داخل دائرة الانفجار، بما في ذلك مروحية داركليك، مع كل من كان على متنها. ويتمكن ليفاي ودارسا من الفرار.
تخضع دارسا للحجر الصحي الذاتي للتأكد من أن عامل الطفرة البيولوجية في الأخدود لم يلوثها. تكتشف رسالة من ليفاي في ملابسها يطلب منها فتحها عند غروب الشمس إذا لم يصل. تمكنت من الفرار إلى فرنسا وانتظرت ليفاي في نقطة لقاء متفق عليها حتى غروب الشمس، لكنه لم يظهر. تفتح الرسالة وتكتشف قصيدة كتبها، وهي مخصصة لها. تعمل دارسا كنادلة في مطعم محلي، وفي يوم من الأيام، تجد دراسا ليفاي، الذي تمكن من النجاة، جالسًا على طاولة المطعم. ويجتمع الثنائي مرة أخرى.

## الممثلون
- مايلز تيلر في دور ليفاي كين
- أنيا تايلور جوي في دور دارسا
- سيغورني ويفر في دور بارثولوميو.[2]
- سوب ديرسو بدور جيه دي.[2]
- ويليام هيوستن في دور إيريكاس.[3]

## الإصدار
عُرض فيلم "الأخدود" لأول مرة عالميًا في مسارح AMC في ذا جروف في لوس أنجلوس في 13 فبراير 2025، بحضور الممثلين وطاقم العمل. تم إصدار الفيلم لاحقًا للبث حصريًا على أبل تي في+ في 14 فبراير 2025. أصبح أكبر إطلاق لفيلم على أبل تي في+ على الإطلاق، متجاوزًا فيلم "ذئاب" بطولة جورج كلوني وبراد بيت.

## روابط خارجية
- مقالات تستعمل روابط فنية بلا صلة مع ويكي بيانات